# Comuna Medvîn, Bohuslav
Medvîn (în ucraineană Медвин) este o comună în raionul Bohuslav, regiunea Kiev, Ucraina, formată din satele Dibrivka și Medvîn (reședința).

## Demografie
Componența lingvistică a comunei Medvîn
     Ucraineană (99,37%)
     Alte limbi (0,61%)
Conform recensământului din 2001, majoritatea populației comunei Medvîn era vorbitoare de ucraineană (99,37%), existând în minoritate și vorbitori de alte limbi.